# Giuliana Sgrena
Giuliana Sgrena (Masera, 20 de dezembro de 1948) é uma jornalista italiana.
Ganhou notoriedade em todo o mundo depois de ter sido sequestrada em pleno centro de Bagdá, em 4 de Fevereiro de 2005, quando fazia a cobertura da guerra do Iraque. Foi resgatada pelos serviços secretos italianos, em 4 de Março, depois de longa negociação. Entretanto, no caminho de volta, o veículo em que viajava foi alvejado por marines que faziam o bloqueio da estrada, nas proximidades do aeroporto de Bagdá. Um agente italiano que a acompanhava, Nicola Calipari, foi morto. Giuliana Sgrena foi ferida no ombro e um outro agente italiano também foi atingido. Na ocasião, levantou-se a possibilidade de que o aparente equívoco tivesse sido, de fato, um atentado, já que Sgrena "sabia demais".
Em Novembro de 2005, no documentário da  RAI, La strage nascosta, de Sigfrido Ranucci,  Giuliana Sgrena declarou que os Estados Unidos tinham usado fósforo branco em Faluja, durante a operação Phantom Fury.
Sgrena tem actuado como correspondente de guerra em vários países, tais como Argélia, Afeganistão e Somália. Tem posições pacifistas e milita pelos direitos das mulheres. É autora do livro Il prezzo del velo, sobre a condição feminina no Islão.
Desde 1988, trabalha para o jornal comunista il Manifesto, forte opositor da participação da Itália na ocupação do Iraque. 
Nos anos 1980, trabalhava para o semanário Guerra e Pace. Trabalha também para o periódico  italiano Modus vivendi desde 1997 e para o semanário alemão Die Zeit.